# No Cav

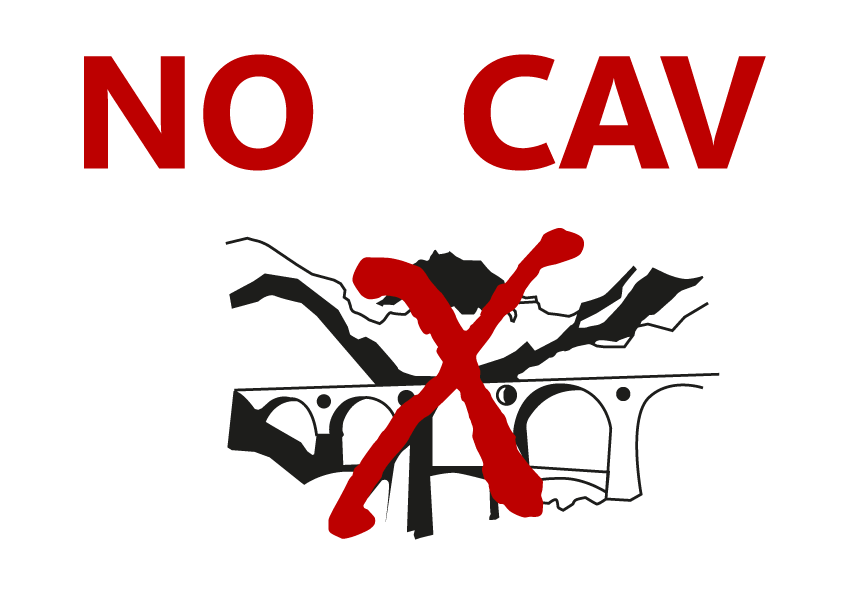
Логотип

«No Cav» — итальянское экологическое и общественное движение, выступающее против масштабной добычи мрамора в Апуанских Альпах (район Масса-Каррара и Тоскана). Название движения происходит от итальянского слова «cava» (карьер), что отражает его основную цель — прекращение разрушительной деятельности карьеров, наносящей ущерб природной среде и культурному наследию.

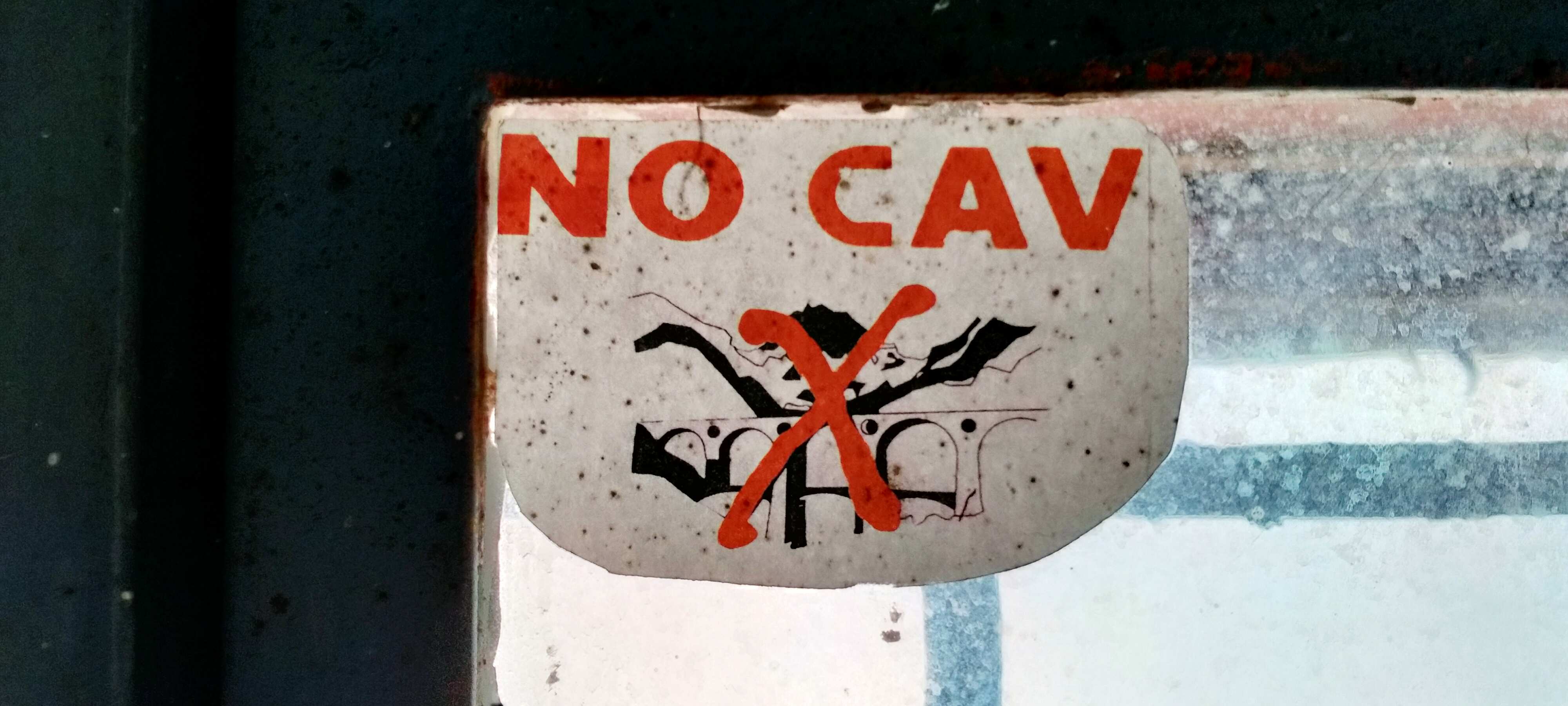
Наклейка No Cav

## Деятельность

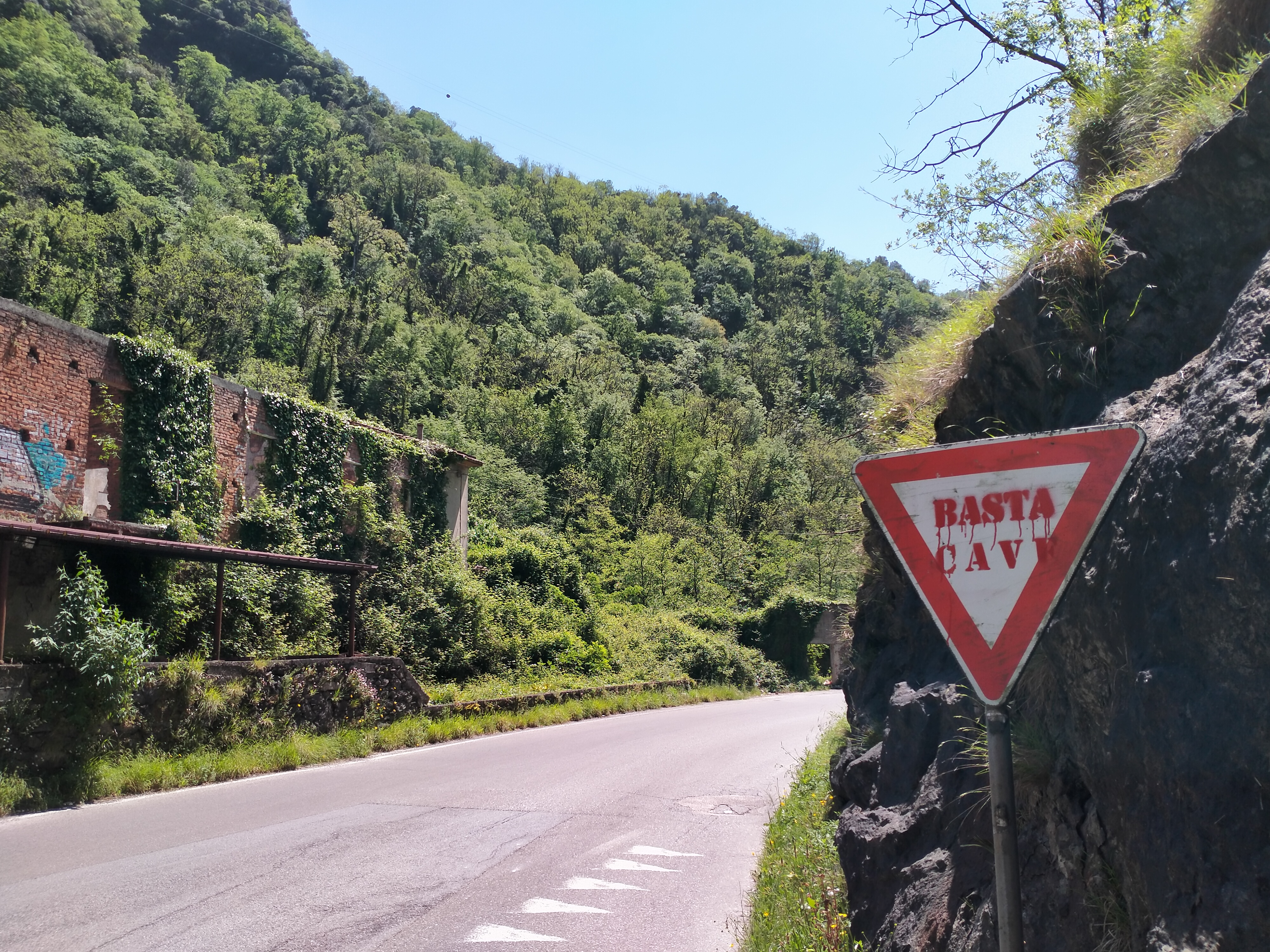
Лозунг No Cav на дорожном знаке у деревни Каневара (провинция Масса-Каррара)

Методы оппозиции, используемые активистами, включают: демонстрации, марши, флешмобы, обращения, петиции, демонстративные акции (такие, как на Джиро д’Италия в 2021 году и на вершине Монблана), перекрытие дорог, судебные иски, политические инициативы, информирование общественности, давление на компании и интернет-активизм

### Позиция

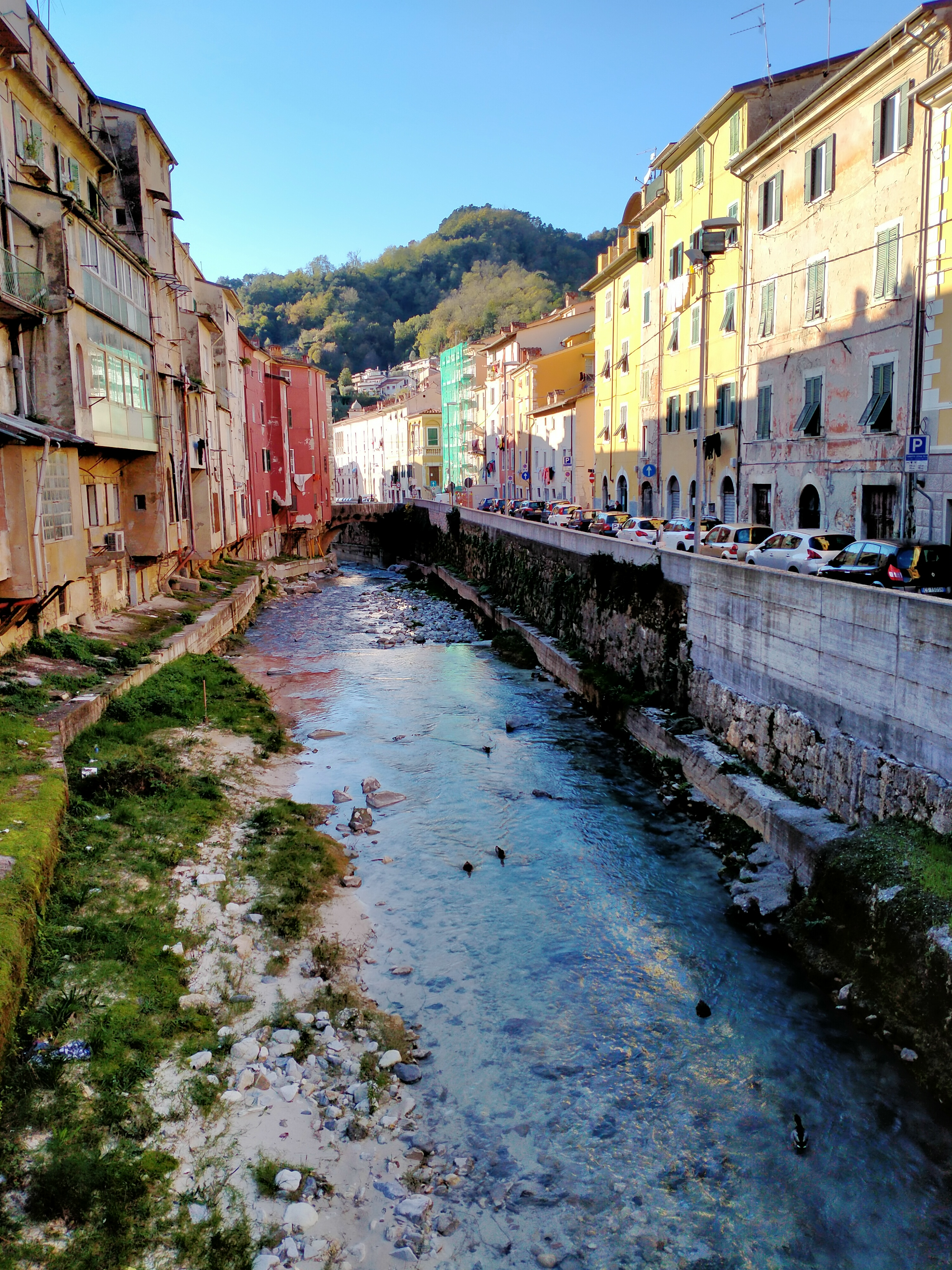
Загрязненная вода

Мнения групп движения No Cav сходятся в необходимости охраны окружающей среды в Апуанских Альпах, например, через создание нового национального парка или их объединение с уже существующим и прилегающим Национальным парком Аппеннино-Тоско-Эмилиано, а также, прежде всего, нацелены на закрытие мраморных карьеров.
Большинство групп, таких как «Legambiente, Club Alpino Italiano, Salviamo le Apuane» и другие стремятся к постепенному закрытию карьеров, начиная с тех, которые находятся в пределах регионального парка. Также они стремятся к посредничеству с промышленниками и чиновниками.

### Инициативы
В 2010 году организация «Salviamo le Apuane» продвигала подробный план под названием «PIPSEAA» (Piano Programma di Sviluppo Economico Alternativo per le Apuane) — программа альтернативного экономического развития Апуанских Альп, направленная на постепенную диверсификацию экономики территории и снижения её зависимости от добычи мрамора.
В 2016 году группа ассоциаций подписала документ «Manifesto per le Alpi Apuane» («Манифест Апуанских Альп»), детализирующий «зелёный» план развития региона. В нём уделяется особое внимание развитию экологического туризма, органического сельского хозяйства и сохранению традиционных ремёсел, не наносящих значительного вреда природе.

## Критика
Конфиндустрия и профсоюзы каменоломен, а также ряд политических партий и местных чиновников, поддерживающих развитие карьеров, неоднократно критиковали движение No Cav.
Среди их претензий наиболее часто встречается утверждение, что карьеры приносят доход и создают рабочие места, которые исчезнут, если цели No Cav будут достигнуты. В ответ представители движения предоставили подробные экономические обоснования, направленные на сохранение или даже увеличение уровня занятости и благосостояния в регионе. Более того, они нередко оспаривают данные, предоставленные промышленниками, обвиняя их в «шантажировании рабочими местами» и создании «ложного конфликта между экологией и занятостью».
Ещё одна критика в адрес движения связана с тем, что оно якобы распространяет ложную или предвзятую информацию. На это обвинение No Cav отвечает, публикуя детальные и обоснованные цифры, часто подготовленные в сотрудничестве с экспертами, такими как авторы отчёта «Legambiente» о карьерах.

### Судебные иски и прецеденты
- В 2018 году владелец одного из мраморных предприятий подал в суд на Франку Леверотти за клевету и оскорбление, однако суд отказал в удовлетворении иска, признав, что представленные ею данные были достоверными.
- Муниципалитет Вальи-Сотто также подал жалобу, требуя компенсацию в размере 5,5 млн евро за «ущерб репутации». В 2022 году Гражданский суд Массы признал обвинения необоснованными и обязал бывшего мэра Марио Пулью и муниципалитет выплатить по 6,7 млн евро каждому в качестве судебных издержек.